# Гусік-Фоллс (Нью-Йорк)
Гусік-Фоллс (англ. Hoosick Falls) — селище (англ. village) в США, в окрузі Ренсселер штату Нью-Йорк. Населення — 3216 осіб (2020).

## Географія
Гусік-Фоллс розташований за координатами 42°54′3″ пн. ш. 73°21′0″ зх. д. / 42.90083° пн. ш. 73.35000° зх. д. (42.900907, -73.349968).  За даними Бюро перепису населення США в 2010 році селище мало площу 4,14 км², уся площа — суходіл.

## Демографія
Згідно з переписом 2010 року, у селищі мешкала 3501 особа в 1434 домогосподарствах у складі 864 родин. Густота населення становила 846 осіб/км².  Було 1620 помешкань (391/км²).
Расовий склад населення:
| - 96,7 % — білих - 0,8 % — чорних або афроамериканців - 0,5 % — азіатів - 0,2 % — корінних американців |

До двох чи більше рас належало 1,5 %. Частка іспаномовних становила 1,2 % від усіх жителів.
За віковим діапазоном населення розподілялося таким чином: 24,4 % — особи молодші 18 років, 57,8 % — особи у віці 18—64 років, 17,8 % — особи у віці 65 років та старші. Медіана віку мешканця становила 40,5 року. На 100 осіб жіночої статі у селищі припадало 87,5 чоловіків;  на 100 жінок у віці від 18 років та старших — 84,3 чоловіків також старших 18 років.
Середній дохід на одне домашнє господарство  становив 59 097 доларів США (медіана — 52 045), а середній дохід на одну сім'ю — 66 234 долари (медіана — 60 677). Медіана доходів становила 42 379 доларів для чоловіків та 36 391 долар для жінок. За межею бідності перебувало 10,9 % осіб, у тому числі 7,3 % дітей у віці до 18 років та 7,6 % осіб у віці 65 років та старших.
Цивільне працевлаштоване населення становило 1576 осіб. Основні галузі зайнятості: освіта, охорона здоров'я та соціальна допомога — 35,3 %, виробництво — 21,5 %, роздрібна торгівля — 10,5 %, мистецтво, розваги та відпочинок — 6,2 %.

## Особистості
- Бабуся Мозес — американська народна художниця.